# Cal iberic

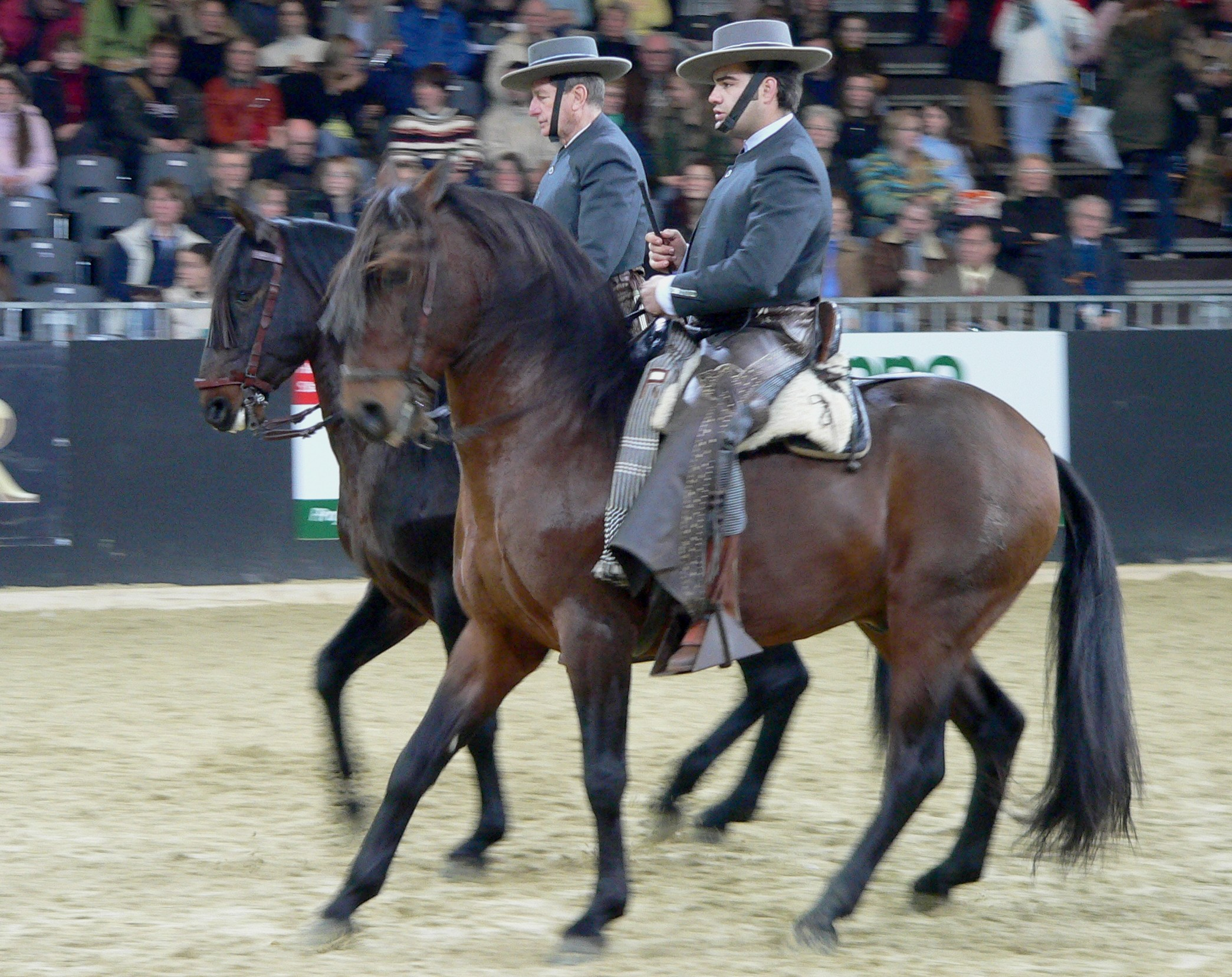
Andaluz

Calul iberic este o grupă de cai baroci formată din următoarele rase de cai:
- Andaluz
- Lusitano
- Menorchin
- Cartujano